# Aedes stigmaticus
Aedes stigmaticus är en tvåvingeart som beskrevs av Edwards 1922. Aedes stigmaticus ingår i släktet Aedes och familjen stickmyggor. Inga underarter finns listade i Catalogue of Life.